# František Xaver Stejskal
František Xaver Stejskal (27. listopadu 1866, Hubálov – 25. prosince 1924, Praha) byl český římskokatolický kněz, profesor církevních dějin a patrologie. V letech 1904 až 1909 byl vicerektorem české koleje Bohemicum v Římě.

## Dílo
- Besední řeči Tomáše ze Štítného. Z Rukopisu budyšínského k vydání upravil František Stejskal. Brno: Knihtiskárna benediktinů Rajhrad: 1901.
- Zádušní mše sv. : Liturgické pojednání. Praha: nákl. vlast., 1904 (otisk z Časopisu katol. duchov. 1903).
- Sv. Lidmila : její doba a úcta. Praha: Dědictví sv. Jana Nepomuckého, 1918. Dostupné online
- Svatý Jan Nepomucký. Díl 1. Životopis. Praha: Dědictví sv. Jana Nepomuckého, 1921.
- Svatý Jan Nepomucký. Díl 2. Úcta, kanonisace a obrana. Praha: Dědictví sv. Jana Nepomuckého, 1922.